# Marion Rønning Huber
Marion Rønning Huber (* 9. Juni 1991 in Tynset) ist eine norwegische Biathletin.
Marion Rønning Huber studiert an der Hochschule Lillehammer und startet für Tynset IF aus ihrem Heimatort. Sie gab ihr internationales Debüt im Rahmen der Juniorenweltmeisterschaften 2010 in Torsby, wo sie die Plätze 15 im Einzel, 22 im Sprint und elf im Verfolgungsrennen belegte. Mit Thekla Brun-Lie und Anne-Tine Markset gewann sie zudem den Titel im Staffelwettbewerb. Zum Auftakt der Saison 2010/11 bestritt die Norwegerin in Beitostølen ihre ersten Rennen bei den Frauen im IBU-Cup. Schon im ersten Rennen, einem Sprint, gewann sie als 23. erstes Punkte. Noch besser war sie im weiteren Saisonverlauf in Osrblie als 18. eines Einzels. An selber Stelle nahm sie auch an den Juniorinnenrennen der Europameisterschaften 2012 teil und gewann mit Brun-Lie, Johannes Thingnes Bø und Vetle Sjåstad Christiansen im Mixed-Rennen ihren zweiten internationalen Staffeltitel. Zudem gewann sie vor Olga Galitsch und Nicole Gontier die Goldmedaille im Einzel und erreichte mit Platz neun im Sprint und acht im Einzel weitere Top-Ten-Resultate. Es folgten die Juniorenweltmeisterschaften 2012 in Kontiolahti. In Finnland gewann Huber mit Brun-Lie und Hilde Fenne einen weiteren Staffel-Titel und kam im Einzel auf den 33. im Sprint auf den 29. und im Verfolger auf den 19. Platz.
National gewann Huber mit der Staffel der Region Nord-Østerdal an der Seite von Bente Landheim und Tora Berger 2011 hinter der Vertretung aus Hordaland die Vizemeisterschaft, 2012 gewann sie mit denselben Mitstreiterinnen ihren ersten Titel.
Nach einer Wettkampfpause in der Saison 2015/16 erhielt sie im Winter 2016/17 nach nur einem Start beim IBU-Cup am Arber ihren ersten Einsatz im Biathlon-Weltcup. Im italienischen Antholz erreichte sie im Einzelwettkampf nach acht Schießfehlern nur den 83. Rang, in der Staffel erreichte sie gemeinsam mit Kaia Wøien Nicolaisen, Fanny Horn Birkeland und Rikke Andersen den 11. Platz. Kurz darauf nahm sie an den Biathlon-Europameisterschaften im polnischen Duszniki-Zdrój teil. Dort gewann sie in der Mixedstaffel gemeinsam mit Karoline Erdal, Erlend Bjøntegaard und Fredrik Gjesbakk die Silbermedaille.

## Biathlon-Weltcup-Platzierungen
Die Tabelle zeigt alle Platzierungen (je nach Austragungsjahr einschließlich Olympische Spiele und Weltmeisterschaften).
- 1.–3. Platz: Anzahl der Podiumsplatzierungen
- Top 10: Anzahl der Platzierungen unter den ersten zehn (einschließlich Podium)
- Punkteränge: Anzahl der Platzierungen innerhalb der Punkteränge (einschließlich Podium und Top 10)
- Starts: Anzahl gelaufener Rennen in der jeweiligen Disziplin
- Staffel: inklusive Mixed- und Single-Mixed-Staffeln

| Platzierung         | Einzel | Sprint | Verfolgung | Massenstart | Staffel | Gesamt |
| ------------------- | ------ | ------ | ---------- | ----------- | ------- | ------ |
| 1. Platz            |        |        |            |             |         |        |
| 2. Platz            |        |        |            |             |         |        |
| 3. Platz            |        |        |            |             |         |        |
| Top 10              |        |        |            |             | 1       | 1      |
| Punkteränge         |        |        |            |             | 1       | 1      |
| Starts              | 2      | 2      | 1          |             | 1       | 6      |
| Stand: Karriereende |        |        |            |             |         |        |